# 高木城
高木城（たかぎじょう）は、佐賀県佐賀市の佐賀平野にあった日本の城（平山城）。

## 概要
高木氏の祖・藤原文貞（文定）は肥前国の国府に赴任して甘南備城を築き、その孫の高木貞永は久安年間に当城を築いて地名の高木を姓とした。なお、当城の文書での初見は文永8年（1271年）の『鎌倉遺文』である。元寇では高木家宗が活躍し、南北朝時代には足利氏に属するなどして高木氏は勢力を伸ばした。しかし戦国時代に龍造寺氏と争って、天文23年（1554年）に高木鑑房は龍造寺隆信に敗れ、やがて当城は廃された。高木八幡宮の西北約150m付近の位置にあったという（現在、その地点に石碑がある）。